# Łążek (przystanek kolejowy)
Łążek – przystanek kolejowy w Łążku, w gminie Osie, w powiecie świeckim, w województwie kujawsko-pomorskim.

## Ruch pasażerski
| Rok  | Wymiana pasażerska na dobę |
| ---- | -------------------------- |
| 2017 | 10-19                      |
| 2022 | 10-19                      |